# Zaklęty Korytarzyk
Zaklęty Korytarzyk – jaskinia w Dolinie Będkowskiej na Wyżynie Krakowsko-Częstochowskiej. Znajduje się w obrębie wsi Bębło w województwie małopolskim, w powiecie krakowskim, w gminie Wielka Wieś.

## Opis obiektu
Znajduje się w skale, która w przewodniku wspinaczkowym Pawła Haciskiego ma nazwę Zaklęty Mur, a w portalu wspinaczkowym i na zamontowanych przy skale tablicach informacyjnych zwana jest Murem Skwirczyńskiego. Zaklęty Korytarzyk znajduje się po jego południowej stronie, 5 metrów na prawo od Zaklętej Szczeliny i 10 m od Szczeliny w Wielkiej Skale. Jest to krótki i rozmyty korytarzyk na szczelinie skalnej, w tylnej części osiągającej wysokość 1,5 m. Powstał w późnojurajskich wapieniach skalistych. Jego spąg pokrywa wapienny gruz zmieszany z glebą i liście drzew.  Nacieki w postaci grzybków naciekowych i mleka wapiennego. Jest widny w całości. Przy ootworze rozwijają się glony, mchy i porosty. Ze zwierząt obserwowano muchówki, motyle szczerbówka ksieni i Triphosa dubitata i pająki, w tym sieciarza jaskiniowego.
Zaklęty Korytarzyk został po raz pierwszy opisany przez J. Nowaka w październiku 2011 r. On też sporządził jego plan.
W Zaklętym Murze znajdują się jeszcze inne jaskinie: Jaskinia Główna w Wielkiej Skale, Komin w Wielkiej Skale, Szczelina w Wielkiej Skale, Tunel Niski w Wielkiej Skale, Tunel Pośredni w Wielkiej Skale, Tunel Wysoki w Wielkiej Skale, Tunelik obok Szczeliny w Wielkiej Skale, Zaklęty Komin, Zaklęty Balkon, Zaklęta Szczelina.

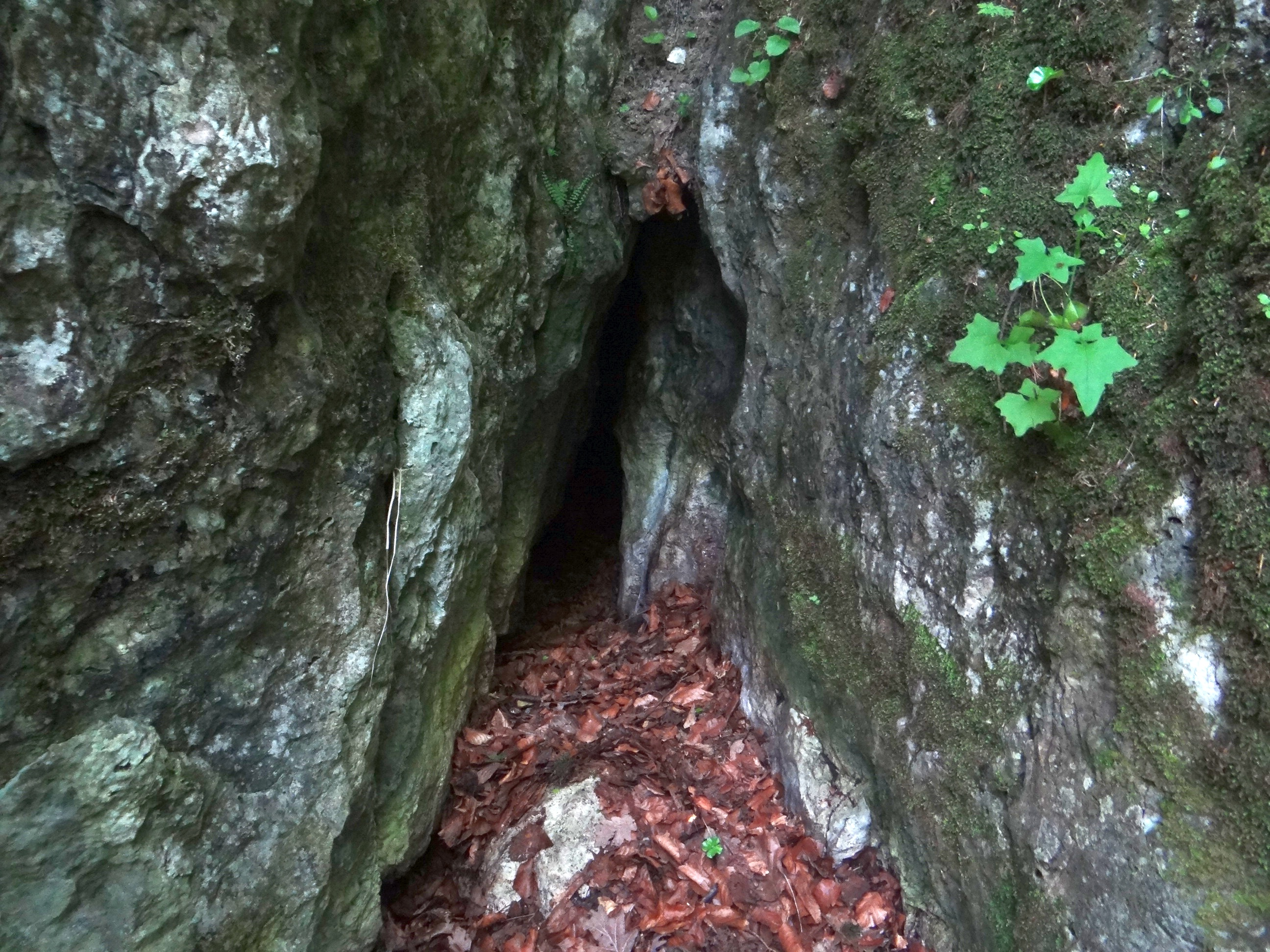